# Intrusos
Intrusos est une émission de télévision chilienne diffusée sur la chaîne de télévision La Red et présentée par Michael Roldán. Elle est diffusée du lundi au vendredi à 12h00.

## Présentation

### Présentateurs actuels
- Michael Roldán (2019-présent)

### Présentateurs précédents
- Gaspar Domínguez (2006-2007)
- Julia Vial (2006-2012)
- Victor Gutiérrez (2013)[1]
- Jennifer Warner (2013-2017)[2]
- Alejandra Valle (2017-2019)

### Présentateurs remplacement
Actuels
Anciens
- Macarena Ramis (2006-2009)
- Pamela Jiles (2012)
- Gonzalo Feito (2012)
- Eduardo de la Iglesia (2014)
- Alejandra Valle (2015-2017)
- Michael Roldán (2013, 2017-2019)

## Participants

### Panélistes actuels
- Claudia Schmitd (2017-présent)
- César Barrera (2014, 2019-présent)
- Natalia Mendiola (2019-présent)
- Camila Andrade (2014-2016, 2019-présent)
- Macarena Ramis (2006-2011, 2019-présent)

### Panélistes précédents
- Michael Roldán (2011-2019)
- Catalina Pulido (2016, 2018-2019)
- Nataly Chilet (2016-2019)
- Roberto Van Cauwelaert (2016-2019)
- Mariela Sotomayor (2018)
- Osvaldo Solorza (2015-2018)
- Alejandra Valle (2010-2012, 2014-2017)
- José Miguel Villouta (2011-2016)
- Jaime Coloma (2014, 2015-2016)
- Pamela Jiles (2012-2015)
- Felipe Avello (2013-2014)
- Constanza Ganem "Conty" (2013)
- Paola Camaggi (2010, 2013)
- Antonella Ríos (2013)
- Daniel Pinto (2011-2013)
- Adriana Barrientos (2012)
- Mechita Moreno (2012)
- Constanza Varela (2012)
- Victor Gutiérrez (2012)
- María Luisa Mayol (2011-2012)
- Gonzalo Egas (2012)
- Andrés Baile (2011)
- Ricardo Cantín (2008, 2011)
- Roberto Dueñas (2011)
- Ruth Gamarra (2011)
- Nelsón Mauricio Pacheco (2010-2011)
- Ana Sol Romero (2011)
- Lucía López (2010)
- Miguel Ángel Guzmán (2007-2010)
- Carolina Brethauer (2010)
- René Naranjo (2009-2010)
- Mariela Montero (2010)
- Andrea Dellacasa (2010)
- Eliana Albasetti (2009)
- Rocío Ravest (2007-2009)
- Sebastián Carter (2008-2009)
- Pipo Constant (2008-2009)
- Alejandra Álvarez (2007-2008)
- Dominique Gallego (2008)
- Paulina Nin de Cardona (2007)
- María Luisa Cordero (2007)
- Jorge Aedo (2006)
- Amalia Granata (2006)
- Bernardita Ascui (2006)
- Juan "Juanito" Yarur (2006)
- Victoria Lissidini (2006)
- Freddy Guerrero (2006)
- Jessica Cusnier (2006)

### Panélistes invités
- Janine Leal (2013)
- Lady Ganga (2013-2014)
- Daniela Aguilera (2013-2014)
- Catalina Pulido (2017)
- Camila Andrade (2017)
- Alexandra Monsalve (2019)

## Journalistes
- Michael Roldán
- Christian Rubio

### Journalistes précédents
- Álvaro Reyes « Nachito Pop »

## Production
- Réalisateur :
- Producteur exécutif : Rodrigo León Bravo
- Producteur général :
- Éditeur journalistique :
- Sous-éditeur journalistique : Michael Roldán
- Journalistes : Michael Roldán
- Production journalistique :
- Annonceur : Juan Ignacio Abarca

### Sources
- (es) Cet article est partiellement ou en totalité issu de l’article de Wikipédia en espagnol intitulé « Intrusos (programa de televisión chileno) » (voir la liste des auteurs).